# Тэсс, Татьяна
Татья́на Тэсс (псевдоним; настоящее имя Татьяна Яковлевна Сосю́ра, 12 [25] октября 1906, Одесса, Российская империя — 1983, Москва) — советская писательница, журналистка и публицистка, многолетняя сотрудница газеты «Известия».

## Биография
Родилась в Одессе на Ближних Мельницах 12 (25) октября 1904 года. Отец — владелец ассенизационного обоза Одессы. В поздних документах Татьяна Сосюра указывала год рождения - 1906. По национальности украинка.
Окончила Одесскую консерваторию по классу рояля. Участвовала в литературном кружке «Потоки Октября». Переехала в Москву, где по совету Михаила Кольцова занялась журналистикой. Дружила с Р. Карменом и И. Бабелем.
Почти 50 лет (с 1934 по 1983) работала специальным корреспондентом газеты «Известия», её называли «самой читаемой журналисткой газеты». Статьи и книги подписывала псевдонимом «ТЭСС» (все буквы прописные). Автор очерков, рассказов, документальных книг и повестей, публицист. Главной темой её творчества были проблемы морали, воспитания.
Хозяйка литературного салона. Коллекционер антиквариата.
Похоронена на Кунцевском кладбище в Москве.

## Псевдоним
У Татьяны Сосюры была фамилия, известная в литературном мире: её двоюродный брат Владимир Сосюра был известным украинским поэтом. Начинающая поэтесса решила взять псевдоним. Впервые псевдоним Тэс появился в 1929 году под очерком о вновь открывшемся московском планетарии для журнала М. Горького «Наши достижения». Он был составлен из начальных букв имени и фамилии автора. Очерк для журнала не подошёл.
Писатель Лев Корнешов так описывает диалог молодой журналистки и знаменитого писателя.

— Почему у вас такой странный псевдоним? — спросил Алексей Максимович.
Татьяна Николаевна, а тогда ещё просто Таня, объяснила «родословную» этого сочетания букв и тут же застенчиво добавила: «Я больше не буду».
— Если вы выбрали для себя такой псевдоним, то оставляйте, — улыбнувшись, сказал Горький. — Будете писать хорошо — этот псевдоним вам простят и даже запомнят. Будете писать плохо — никакой псевдоним не поможет, даже самый красивый.
— Лев Корнешов. Тэсс Т. Н. «Друзья моей души», Предисловие
По другой версии, псевдоним придумал Михаил Кольцов. Со временем к «Тэс» добавилось ещё одно «с»; в паспорте он стоял на первом месте, а после, в скобках, настоящая фамилия.

## Творчество
Автор книг «Американки», «Близко к сердцу», «Друзья моей души», «Хранитель времени», повести «Мать живых».
Наиболее известная книга Татьяны Тэсс — «Американки» (М.: Детская литература, 1966. — 199 с. Рисунки В. Горяева), посвящённая поездке журналистки в США.
Для поколения родившихся в 1950-х и 1960-х годах это произведение стало своеобразным «открытием Америки». Именно эта, прочитанная в детстве или юности книга, сформировала образ США на годы вперед, предопределила многие мнения и стереотипы. Книга написана в очень благожелательном тоне, в ней практически нет политической окраски описываемых вещей и событий, характерных для вышедших позже произведений аналогичной тематики.
Более того, книга написана с чисто женской точки зрения на многие аспекты американской жизни, описаны вещи, оставшиеся вне предела внимания журналистов мужчин (например, автомат по выдаче колготок студенткам).
Петр Положевец, главный редактор «Учительской газеты», считает, что Т. Тэсс входила в ряд деятелей культуры, «на чьём творчестве выросло не одно поколение журналистов».
По оценке друга Тэсс художника Бориса Жутовского, «Темой ее публикаций были женские судьбы, осторожные неурядицы существования, трудовые подвиги, — словом, угодная власти журналистика. Заметная доля вздохов и патоки, полное отсутствие „аллюзий“ и фиги в кармане, верная служба власти — такую судьбу выбрала для себя Татьяна Николаевна. Она хотела и умела жить хорошо и красиво. Никогда не принимала участия ни в чём „против“ или „не согласна“. Дружила со многими известными талантами своего времени — Львом Кассилем, Ираклием Андрониковым, Аркадием Райкиным. Когда у кого-то из журналистской братии возникали „неурядицы“, она говорила: „Защищать не могу, а денег дам сколько надо“».
Приятельница Тэсс актриса Фаина Раневская определила стиль журналистки как «сопли в сахаре».

## Награды и премии
- орден Ленина (04.05.1962)
- 2 ордена Трудового Красного Знамени (08.07.1949; 07.03.1960)
- орден Дружбы народов (05.11.1981)
- орден «Знак Почёта» (13.03.1967)
- медали
- Премия Союза журналистов СССР

## Семья
Первый муж — учёный-биофизик Лев Абрамович Тумерман (1898—1986), который в 1947 году был арестован и осуждён на двадцать лет ИТЛ вместе со своей второй женой, театроведом Лидией Шатуновской (1906—1981).
Второй муж — архитектор Юрий Владимирович Локшин (1906—1998).